# 高志鎔
高志鎔（韓語：고지용，1980年7月1日—），曾為歌手，目前為企業家。1996年在小學同學姜成勳的引薦下加入水晶男孩，於1997年出道，擔任隊中的领唱。該團體於2000年5月20日於夢想演唱會上正式解散。原定朝演員之路發展，後離開韓國赴美留學，回韓後投入能源事業發展，完全離開娛樂圈。2016年4月，因韓國綜藝節目《無限挑戰》企劃特輯《星期六星期六是歌手2－水晶男孩》而再次被關注，但未與成員一起於YG娛樂簽約。2016年年末起，與兒子共同出演KBS親子育兒節目《超人回來了》。

## 經歷

### 從水晶男孩 到平凡事業家
高志鎔出身富裕家庭，與姜成勳是童年玩伴兼小學同學，1996年水晶男孩正在招募成員，在率先被選上的姜成勳引薦下，外型出色的高志鎔也獲選為水晶男孩成員之一；然而父母得知後曾大力反對，直到姜成勳母親出面擔任說客才獲得首肯，團體於1997年4月15日出道，高志鎔擔任隊中的領唱。歷經三年多的輝煌後，水晶男孩於2000年5月20日的夢想演唱會上正式解散。
解散之初水晶男孩成員間仍保持密切關係，參加彼此的生日會、合作演唱單曲，互動頻繁。
2001年7月，高志鎔舉辦個人生日party與粉絲同樂，當時曾向在場粉絲表示正在準備進軍電影圈，請粉絲期待他的作品；但不久後卻突然通知粉絲們，已決定放棄從影計畫，即將赴美求學，研習管理相關學科。此後便不再有任何公開活動與訊息，也謝絕所有通告邀約和媒體採訪。
十餘年間，高志鎔的訊息皆斷斷續續從水晶男孩成員口中透露，或者由粉絲的各種管道窺知；大眾僅知他學成歸國後在家中的能源事業任職，因為是專業性非常高的工作，因而極力隱藏曾為藝人的身份。唯一的公開消息是2013年結婚的新聞，此外的一切生活細節依舊蒙上一層神秘面紗。

### 水晶重組 15年後首度露面
2016年4月，綜藝節目《無限挑戰》企劃特輯《星期六星期六是歌手2－水晶男孩》以水晶男孩為主角，由主持人劉在錫親自出面和高志鎔聯繫，幾經考慮後，志鎔認為自己的出演或許能為成員們爭取更多活動的機會，因而同意在游擊演唱會上出現，六顆水晶終於合體，在演唱會最後合唱《請記得我》，這也是當年解散演唱會上表演的曲目，意義非凡，同時也一起表演安可曲《Couple》，令現場粉絲感动不已。節目播出後引起廣大迴響，水晶男孩重新站上大勢的位置，YG娛樂也與他們簽訂團體合約，然而高志鎔此時選擇退回原本的位置，在職場上努力、並默默為成員們應援。
2016年7月9日，高志鎔以贊助商身份出席第一屆<Basketball Champ Korea>競技賽活動，為16年來首度公開面對媒體，大眾方才得知他除了經營環保能源事業之外，也和幾位志同道合的夥伴共同創立了廣告公司，積極參與多方面的文化事業和企業活動，工作相當忙碌。當天現場無數聞風而至的粉絲，讓他非本意的開起小型粉絲見面會。

### 攜子出演親子育兒節目
由於粉絲們熱切希望見到他，這段期間不斷以各種方式對他喊話，讓他開始積極思索，如何在不影響原有生活、不損害合夥人的權益下，尋求與粉絲交流的方式；同時由於繁忙的日程，讓他對錯過獨子昇材的成長感到遺憾，最終決定接受KBS電視台親子節目《超人回來了》的邀約，利用工作之餘帶著26個月大的昇材出演。
2016年12月25日，《超人回來了》節目最後播放了志鎔和昇材出演的兩分鐘預告片段，瞬間收視率飆升至13.1%，引起大眾高度期待。
2017年1月1日，志鎔父子正式出演的集數播出，節目中他談及出演契機：
|                                          | 當然我也知道有很多粉絲期待看到我在舞台上的樣子，但我已經不是做節目的人了，感覺也退化了不少，而且作為團體，要站上舞台必須互相配合才行，我也沒有這樣的條件，這會給目前和我一起工作的人帶來麻煩；以我的情況來說，現在已經成家立業了，所以想展現養育著孩子、認真生活的樣貌，用現在真實的樣子來和粉絲交流...... |
| ——高志鎔，《超人回來了》E163初登場的訪談 | |

對粉絲而言，這是最好的新年禮物。節目播出後，不僅高志鎔的名字立刻登上韓網實時熱搜、節目收視率大幅上升，當集最高瞬間收視率也正是落在高家父子出場的片段，高達17.3%，可見大眾對他的好奇和關注依舊居高不下。

## 個人生活
2008年高志鎔與同歲女醫生許陽林經親友介紹認識，交往五年後，於2013年結為夫妻。2014年10月6日，獨子高昇材出生。

## 綜藝節目
| 播出日期                   | 電視臺 | 節目名稱                     | 備註                                          |
| 2016年4月16日－4月30日     | MBC    | 《無限挑戰》                 | E476－E478 六六歌第二季 水晶男孩特輯          |
| 2017年1月1日－2019年6月2日 | KBS2   | 《超人回來了》               | E163－E280（與兒子昇材共同出演）              |
| 2017年11月6日              | JTBC   | 《非首腦會談》               | E173 每當閃電時就想儲存能源的我，是非正常嗎？ |
| 2019年5月27日－6月3日      | JTBC   | 《拜託了冰箱》               | E228－E229（與妻子許陽林及兒子昇材共同出演）  |
| 2019年8月29日              | Olive  | 《極限餐桌》                 | E01（與妻子許陽林共同出演）                   |
| 2020年5月17日              | JTBC   | 《和明星直接交易——流動市場》 | E14（與兒子昇材共同出演）                     |
| 2020年10月13日             | MBC    | 《學習是什麼？》             | E48（與妻子許陽林及兒子昇材共同出演）         |
| 2020年11月8日              | KBS2   | 《超人回來了》               | E355（與兒子昇材共同出演）                    |
| 2021年2月15日              | tvN    | 《新穎的整理》               | E31（與妻子許陽林共同出演）                   |
| 2022年6月27日              | SBS    | 《同床異夢2 - 你是我的命運》 | E251（特別MC）                                |

## 廣播電台
| 播出日期      | 頻道         | 節目名稱            | 備註               |
| 2018年3月16日 | KBS Happy FM | 《每天和你 崔秀宗》 | 與兒子昇材共同出演 |

## 公開活動
| 日期           | 活動名稱                             | 地點                |
| 2016年7月9日   | 第一屆<Basketball Champ Korea>開幕式 | 京畿道坡州英語村    |
| 2016年11月27日 | KOLON“南極洲企鵝飛翔”活動            | 建大集裝箱購物中心  |
| 2017年3月17日  | BHC & Coke Cola Club Party           | 江南Glad Live Hotel |

## 獎項

### 個人獎項
| 年份   | 頒獎典禮名稱    | 獎項           | 結果 | 參考資料 |
| 2018年 | 《KBS演藝大獎》 | 綜藝部門優秀獎 | 獲獎 | [ 21 ]   |

### 腳註
1. ↑  2017年1月志鎔於本人Instagram上以hashtag的方式為兒子正名
2. ↑  水晶男孩隊長殷志源在無限挑戰的特輯中親口所言

## 外部連結
- 高志鎔的Instagram帳戶